# Ehrensache (Album)
Ehrensache ist das dritte Album des deutschen Rappers Alpa Gun. Es erschien am 27. April 2012 über das Label Major Movez. Das Album erreichte Platz 12 der deutschen Album-Charts.

## Titelliste
1. Intro
2. Meister aller Klassen
3. Almanya

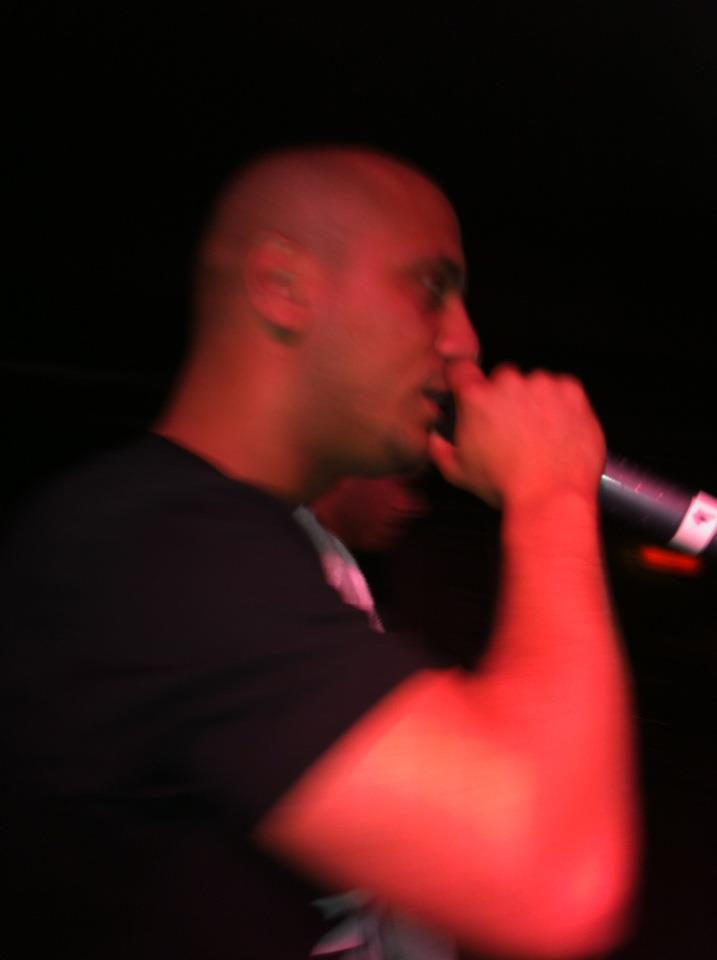
Alpa Gun (2012)

4. Sind wir nicht alle ein bisschen.. (feat. Fler)
5. Das neue Berlin
6. Loyalität Skit
7. Alles war die Sekte (AWDS)
8. Hauptsache Dir geht’s gut
9. Alpa Gun 2012
10. Was bist du (feat. Kool Savas)
11. Respekt Skit
12. Habibi Dervis
13. Hip Hop
14. Leb Wohl (feat. Gabby)
15. Arab Style
16. Stolz Skit
17. Es hört nicht auf (feat. Kitty Kat)
18. Bevor ich Geh (feat. Moe Mitchell)
19. Zu Spät (feat. Toolate) (Bonus-Titel der Premium Edition)
20. Ehrensache (feat. Sinan) (Bonus-Titel der Premium Edition)
21. Arab Style Strassenremix (feat. PA Sports, Toolate, Big Baba, Mosh36, MC Bogy und Crackaveli) (Bonus-Titel der Premium Edition)

## Rezeption

### Erfolg
Ehrensache stieg auf Position 12 der deutschen Album-Charts ein. Es hielt sich zwei Wochen in der deutschen Hitparade. In Österreich erreichte das Album Rang 23. Bereits nach einer Woche verließ es wieder die Charts. In der Schweiz war Ehrensache über drei Wochen in den Album-Charts vertreten. Die höchste Platzierung war dabei Position 17.

### Kritik
Die E-Zine Laut.de bewertete Ehrensache mit vier von möglichen fünf Bewertungspunkten. Aus Sicht der Redakteurin Dani Fromm wirke in Alpa Guns Texten nichts aufgesetzt und er berichte alles „so dermaßen im vollsten Brustton der Überzeugung, dass es schwer fiele, ihm nicht zu glauben.“ Ein wiederkehrendes Thema stelle die Abrechnung „mit seinen ehemaligen Mitstreitern“ dar. Bei den Gastbeiträgen wird vor allem Fler gelobt, dem laut Fromm „vollste Anerkennung“ gebühre. Dagegen präsentiere Moe Mitchell eine „gewöhnungsbedürftige Hook.“ Die Produktionen, die zum Großteil von den Beathoavenz beigesteuert wurden, erhalten in der Rezension Lob. So lasse das Duo „‚Meister Aller Klassen‘ wie einen pompösen Sandalenfilm“ und „‚Almanya‘ wie direkt der kulturellen Kluft zwischen Orient und Okzident entsprungen“ klingen. Des Weiteren sei das Lied Alpa Gun 2012 von DJ Rocky „mit fluffigen G-Funk-Flavour, wie direkt von der frühen Westcoast“ unterlegt.